# Sheana Mosch
Sheana Mosch, née le 23 juin 1981 à Johnstown en Pennsylvanie, est une joueuse américaine de basket-ball, évoluant aux postes de meneuse et d’arrière.

## Biographie
Après avoir quitté le DuBois Central Christian (une High School de Pennsylvanie) Sheana Mosch rejoint les Blue Devils de Duke, où elle fait un cursus complet. Elle est désignée dans la all-ACC third team (troisième équipe type de la conférence ACC) en 2001. Elle rejoint ensuite la Turquie avant de rallier le nord de la France.
Lors de la saison 2007-2008 de la Ligue féminine de basket (plus haute division du championnat de France), elle finit meilleure marqueuse avec 19,2 points par match. À la fin de la saison, elle quitte Arras en compagnie de Sylvie Gruszczynski, pour découvrir l'Euroligue à Montpellier.
Elle figure dans le troisième cinq idéal de l'Eurocoupe 2010, dont elle atteint la finale avec Nadejda Orenbourg.
En 2012, elle signe à Charleville, mais commence le championnat en novembre le temps pour le club d'obtenir sa qualification. Sans club en 2013-2014 après sa saison française (13,9 points, 2,0 rebonds et 1,6 passe décisive), elle signe durant l'été 2014 pour le club israélien de Elitzur Holon.

## Carrière
- Avant 1999 :  Dubois Central Christian (high school, PA)
- 1999 - 2003 :  Blue Devils de Duke (NCAA-I)
- 2005 - 2007 :  Botaş Spor Club Adana
- 2007 - 2008 :  Arras Pays d'Artois Basket Féminin
- 2008 - 2009 :  Lattes Montpellier
- 2009 - 2010 :  Nadejda Orenbourg
- 2010 - 2011 :  Dynamo Novossibirsk
- 2011 - 2012 :  Antakya Belediye Spor
- 2012 - 2013 :  Flammes Carolo basket
- 2014 - :  Elitzur Holon

## Palmarès
- Meilleure marqueuse de LFB : 2008
- Finaliste de l'Eurocoupe 2010